# Echiniscus scabrospinosus
Echiniscus scabrospinosus är en djurart som tillhör fylumet trögkrypare, och som beskrevs av Fontoura 1982. Echiniscus scabrospinosus ingår i släktet Echiniscus och familjen Echiniscidae. Inga underarter finns listade i Catalogue of Life.